# Aoshachia virescens
Aoshachia virescens är en fjärilsart som beskrevs av Nobukatsu Marumo 1920. Aoshachia virescens ingår i släktet Aoshachia och familjen mätare. Inga underarter finns listade i Catalogue of Life.